# Jean Baptiste Mathey
Jean Baptiste Mathey (Digione, 1630 – Parigi, 16 dicembre 1695) è stato un architetto e pittore francese.

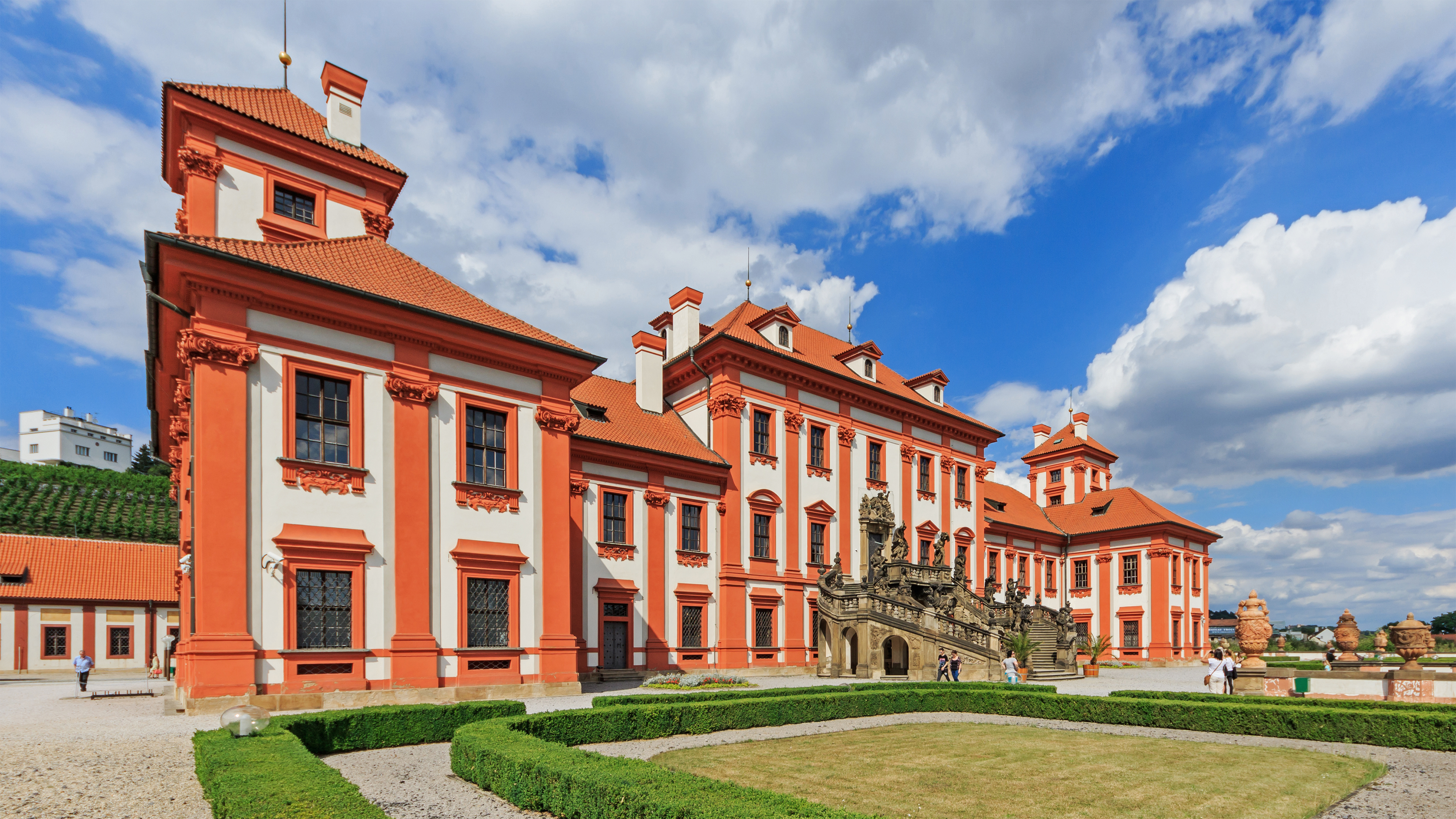
Castello di Troja

Nacque probabilmente a Digione e, dopo aver studiato da pittore, si trasferì a Praga verso il 1675, dove svolse l'attività di architetto.
Qui, alla corte dell'arcivescovo della città, introdusse i temi del Classicismo francese tra l'opposizione degli architetti locali.
Della sua produzione si ricordano il Castello di Troja (1679-1691), sorto nei dintorni di Praga, la chiesa di San Francesco e quella di San Giuseppe Malá Strana, due architetture sacre che esercitarono grande influenza su Johann Bernhard Fischer von Erlach. Il castello di Jičíněves venne realizzato su suo progetto dopo la sua morte, e portato a compimento da von Erlach.